# Maurício Gomes Leite
Maurício Gomes Leite, nascido em Montes Claros, Minas Gerais, em 11 de julho de 1936, foi uma figura importante no cenário cultural brasileiro, especialmente na crítica e produção cinematográfica.

## Carreira
Desde cedo, ele mostrou uma paixão pelo cinema, o que o levou a atuar como crítico na Revista de Cinema. Entre 1954 e 1957, e novamente de 1961 a 1964, suas análises afiadas e apaixonadas ajudaram a moldar a compreensão e a valorização do cinema tanto nacional quanto internacional no Brasil. Sua escrita na revista destacou seu profundo conhecimento e amor pelo cinema, influenciando seus contemporâneos e futuros cineastas.
Nos anos 1960, Gomes Leite expandiu seu papel no jornalismo como editor do caderno Internacional do Correio da Manhã. Nessa posição, ele trouxe uma perspectiva global aos leitores, conectando eventos e movimentos cinematográficos do mundo todo ao contexto brasileiro. Sua habilidade de contextualizar o cinema dentro de uma visão global foi fundamental para elevar o nível do debate cultural no Brasil, proporcionando uma compreensão mais ampla das influências e tendências que moldavam a indústria cinematográfica.
Em 1968, Maurício Gomes Leite realizou seu único longa-metragem, A Vida Provisória. Este filme, estrelado pelo então casal na vida real Paulo José e Dina Sfat, foi um marco significativo na carreira de Gomes Leite. A obra foi exibida no Festival de Cinema de Brasília, onde, apesar de sofrer cortes pela censura, conseguiu se destacar e impressionar a crítica. A atuação de Joana Fomm no filme foi reconhecida com o prêmio de melhor atriz coadjuvante, sublinhando a qualidade e o impacto da direção de Gomes Leite.
Apesar do sucesso crítico de A Vida Provisória, Maurício Gomes Leite não continuou a dirigir outros filmes. Desiludido pelos desafios impostos pela censura e talvez insatisfeito com as limitações encontradas na indústria cinematográfica brasileira da época, ele optou por não seguir uma carreira prolongada como cineasta. No entanto, ele permaneceu uma figura influente no cinema brasileiro, inspirando outros diretores e críticos através de seu trabalho e sua paixão pelo cinema.
Maurício Gomes Leite faleceu em Paris, onde vivia, em 1993. Seu legado, porém, continua vivo. Gomes Leite é lembrado não apenas por seu trabalho como crítico e editor, mas também por seu impacto como diretor com "A Vida Provisória". Sua influência persiste através das gerações de cineastas e críticos que ele inspirou, e sua visão crítica e apaixonada pelo cinema permanece um exemplo duradouro de dedicação à arte cinematográfica.

## Influência no Cinema Novo
Maurício Gomes Leite foi uma figura importante no Cinema Novo, seu trabalho, especialmente em "A Vida Provisória", abordou temas sociais e políticos críticos, alinhando-se com a essência do Cinema Novo, que buscava retratar a realidade brasileira com uma visão crítica e engajada.
Como crítico de cinema na Revista de Cinema e editor do caderno Internacional do Correio da Manhã, Gomes Leite ajudou a moldar o debate cultural e cinematográfico no Brasil. Ele influenciou a maneira como o cinema era discutido e compreendido, promovendo uma abordagem mais profunda e crítica. Maurício Gomes Leite teve uma influência significativa sobre outros cineastas da época, como Geraldo Veloso e Ronaldo Noronha. Sua visão e críticas ajudaram a formar e inspirar a nova geração de diretores que continuaram a desenvolver o movimento Cinema Novo.
Apesar de dirigir apenas um longa-metragem, "A Vida Provisória" foi bem recebido pela crítica e destacou-se em festivais de cinema, demonstrando o impacto e a relevância de seu trabalho dentro do movimento. Mesmo diante da censura, Maurício Gomes Leite persistiu em sua visão artística, exemplificando o espírito resiliente do Cinema Novo, que frequentemente enfrentava obstáculos políticos e sociais. Sua contribuição como crítico e cineasta ajudou a definir e promover os ideais do Cinema Novo, fazendo dele uma figura central, mesmo que sua filmografia seja curta.

## Filmografia
- "O Velho e o Novo" (1967): Curta-metragem/documentário sobre literatura, dirigido por Maurício Gomes Leite.

- "A Vida Provisória" (1968): Único longa-metragem dirigido por Maurício Gomes Leite, estrelado por Paulo José e Dina Sfat. O filme foi exibido com cortes da censura no Festival de Cinema de Brasília, onde Joana Fomm ganhou o prêmio de melhor atriz coadjuvante.

- "Tostão - A Fera de Ouro" (1970): Documentário produzido por Maurício Gomes Leite sobre o famoso jogador de futebol brasileiro, Tostão.